# Internazionali di Francia 1962
Gli Internazionali di Francia 1962 (conosciuti oggi come Open di Francia o Roland Garros) sono stati la 61ª edizione degli Internazionali di Francia di tennis. Si sono svolti sui campi in terra rossa dello Stade Roland Garros di Parigi in Francia.
Il singolare maschile è stato vinto da Rod Laver, che si è imposto su Roy Emerson in cinque set col punteggio di 3–6, 2–6, 6–3, 9–7, 6–2. Il singolare femminile è stato vinto da Margaret Court, che ha battuto in tre set Lesley Turner Bowrey. Nel doppio maschile si sono imposti Roy Emerson e Neale Fraser. Nel doppio femminile hanno trionfato Sandra Reynolds Price e Renee Schuurman Haygarth. Nel doppio misto la vittoria è andata a Renee Schuurman in coppia con Bob Howe.

## Seniors

### Singolare maschile
Rod Laver ha battuto in finale  Roy Emerson con il punteggio di 3–6, 2–6, 6–3, 9–7, 6–2.

### Singolare femminile
Margaret Court ha battuto in finale  Lesley Turner Bowrey con il punteggio di 6–3, 3–6, 7–5.

### Doppio maschile
Roy Emerson /  Neale Fraser hanno battuto in finale  Wilhelm Bungert /  Christian Kuhnke con il punteggio di 6–3, 6–4, 7–5.

### Doppio Femminile
Sandra Reynolds Price /  Renee Schuurman Haygarth hanno battuto in finale  Justina Bricka /  Margaret Smith Court con il punteggio di 6–4, 6–4.

### Doppio Misto
Renee Schuurman /  Bob Howe hanno battuto in finale  Lesley Turner /  Fred Stolle con il punteggio di 3–6, 6–4, 6–4.